# Christus in de mystieke wijnpers
Christus in de mystieke wijnpers is een schilderij op eiken panelen van een anonieme meester uit de Vlaamse school dat dateert van rond 1525. Het schilderij dat bedoeld was als altaarretabel hangt in de Kapel van het Heilig Sacrament in de Onze-Lieve-Vrouwekerk van Aarschot. Het schilderij werd gerestaureerd in 1912 en 1964

## Onderwerp
De mystieke wijnpers was een onderwerp dat kaderde in de eucharistische vroomheid van de late middeleeuwen en de 16e eeuw. Door het bloed dat Christus aan het kruis heeft gestort, brengt Hij de verlossing van de mensheid. Tijdens de eucharistie bij de transsubstantiatie wordt wijn het bloed van Christus.
Door vergulde biezen wordt het schilderij in acht taferelen verdeeld. Het bovenste tafereel over de volledige lengte van het schilderij toont links de wijnbouw met Petrus als wijntreder, centraal Christus en de wijnpers en rechts prelaten met het bloed van Christus. Op een bidbank is de opdrachtgever van het werk afgebeeld. Dit is vermoedelijk Filips van Schoonhoven, deken van het Aarschots kapittel. Op de onderste strook worden op zeven taferelen de zeven sacramenten afgebeeld.